# Strange Interlude
Strange Interlude – sztuka amerykańskiego dramaturga, laureata Nagrody Nobla, Eugene’a O’Neilla. Po raz pierwszy została wystawiona w John Golden Theatre w Nowym Jorku. Za to dzieło pisarz otrzymał w 1928 trzecią Nagrodę Pulitzera w dziedzinie dramatu. Wcześniej został nią uhonorowany w 1920 (za Beyond the Horizon) i w 1922 (za dramat Anna Christie. Sztuka była kontrowersyjna, ponieważ otwarcie poruszała takie tematy jak zdrada małżeńska i aborcja.